# Tribunal de Contas do Estado do Piauí
O Tribunal de Contas do Estado do Piauí é o órgão fiscalizador e controlador da administração financeira e orçamentária do estado brasileiro do Piauí Junto ao egrégio tribunal de contas deve oficiar o Ministério Público Especial.

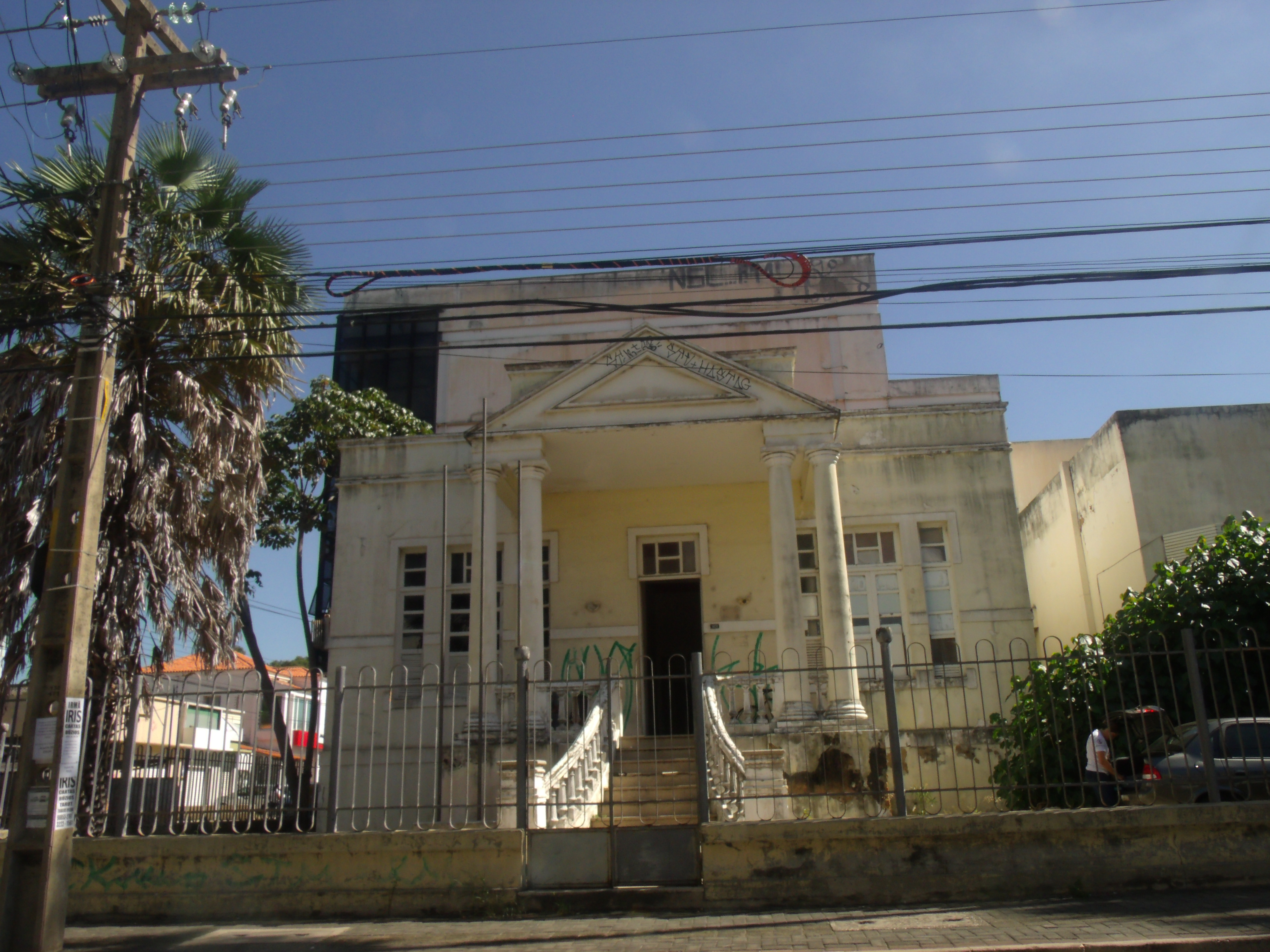
Palacete onde funcionou a antiga sede do TCE-PI.

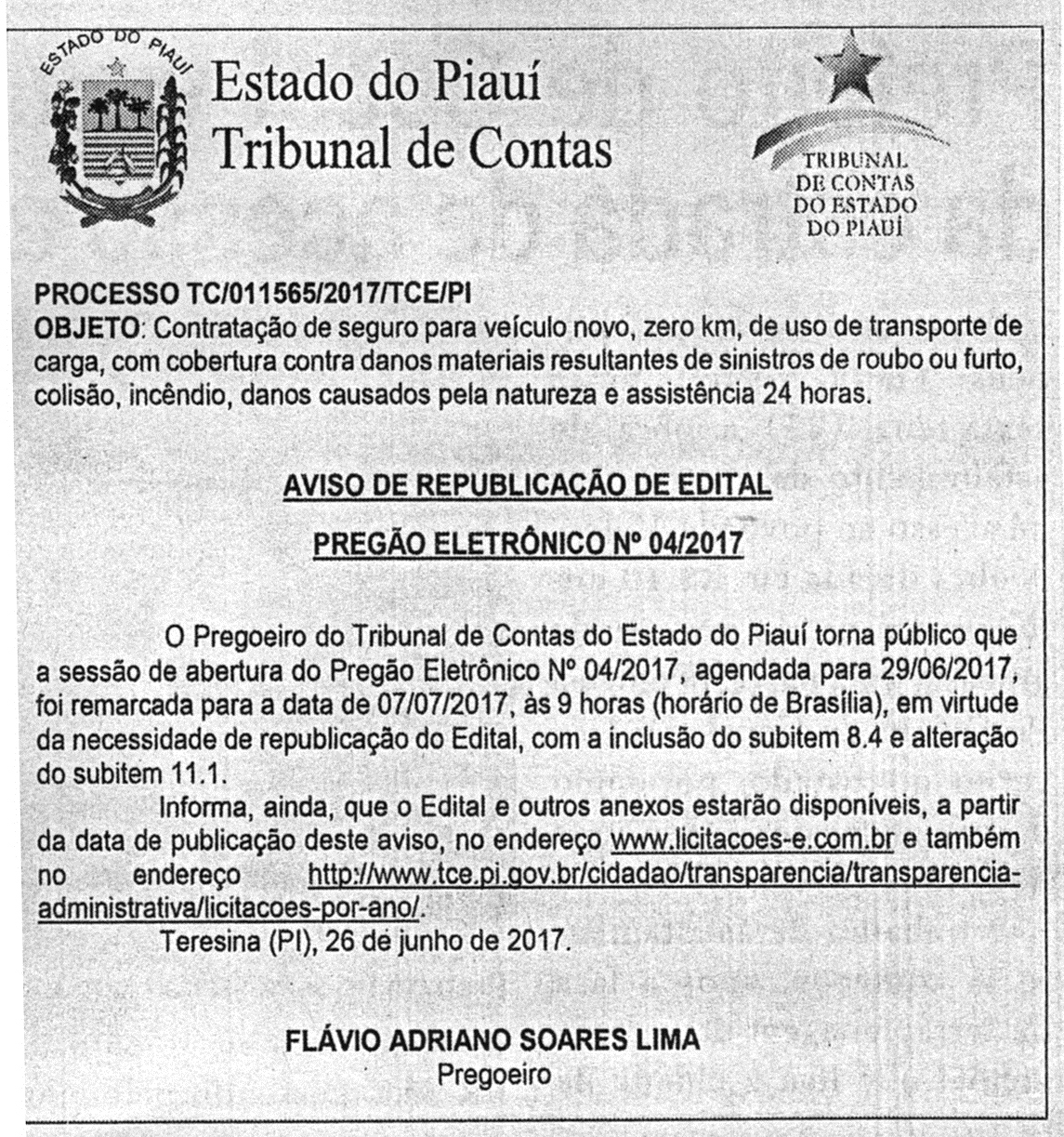
Documento de licitação feita pelo órgão.

## Histórico
Criado e instalado em 1893 no governo de Coriolano de Carvalho e Silva, foi extinto na Revolução de 1930 e recriado por força do decreto-lei n.º 1.200 assinado pelo interventor José Vitorino Correia em 24 de maio de 1946.

### Primeira fase (1893-1930)
| Presidentes do TCE/PI | Mandato   | Naturalidade | Unidade federativa | Notas      |
| --------------------- | --------- | ------------ | ------------------ | ---------- |
| Areolino de Abreu     | 1893-1908 |              |                    |            |
| Norberto Silva        | 1908      |              |                    | [ nota 1 ] |
| Benedito Rego         | 1908-1911 |              |                    |            |
| Vladimir Abreu        | 1911-1930 |              |                    |            |
| Fontes:               |           |              |                    |            |

### Segunda fase (desde 1946)
Listagem parcial dos presidentes do Tribunal de Contas do Estado do Piauí.
| Presidentes do TCE/PI         | Mandato               | Naturalidade          | Unidade federativa    | Notas                 |                       |
| ----------------------------- | --------------------- | --------------------- | --------------------- | --------------------- | --------------------- |
| Leônidas Melo                 | 1946-1950             | Barras                | Piauí                 |                       |                       |
| Walter Alencar                | 1950-1960             | União                 | Piauí                 |                       |                       |
| Pedro José de Almeida         | 1960-1964             |                       |                       |                       |                       |
| Dolival Lobão                 | 1964-1974             |                       |                       |                       |                       |
| Costa Neto                    | 1974-1979             |                       |                       |                       |                       |
| Alcides Nunes                 | 1979-1981             | Valença do Piauí      | Piauí                 |                       |                       |
| José Odon Maia Alencar        | 1981-1983             | Picos                 | Piauí                 |                       |                       |
| Raimundo Marques              | 1983-1985             | Crateús               | Ceará                 |                       |                       |
| Heitor Cavalcanti             | 1985-1993             | Paulistana            | Piauí                 |                       |                       |
| 1993–2001                     | Dados não disponíveis | Dados não disponíveis | Dados não disponíveis | Dados não disponíveis | Dados não disponíveis |
| Sabino Paulo                  | 2001-2005             | São João do Piauí     | Piauí                 |                       |                       |
| Luciano Nunes                 | 2005-2007             | Oeiras                | Piauí                 |                       |                       |
| Anfrísio Lobão Castelo Branco | 2007-2009             | Teresina              | Piauí                 |                       |                       |
| Abelardo Vilanova             | 2009-2011             | Regeneração           | Piauí                 |                       |                       |
| Kennedy Barros                | 2011-2013             | Picos                 | Piauí                 |                       |                       |
| Waltânia Alvarenga            | 2013-2015             | Inhuma                | Piauí                 |                       |                       |
| Luciano Nunes                 | 2015-2017             | Oeiras                | Piauí                 | [ 4 ]                 |                       |
| Olavo Rebelo                  | 2017-2019             | Esperantina           | Piauí                 |                       |                       |
| Abelardo Vilanova             | 2019-2021             | Regeneração           | Piauí                 | [ 5 ]                 |                       |
| Lilian Martins                | 2021-2023             | Teresina              | Piauí                 | [ 6 ]                 |                       |
| Kennedy Barros                | 2023-2025             | Picos                 | Piauí                 | [ 7 ]                 |                       |
| Fontes:                       |                       |                       |                       |                       |                       |